# Codice Pelavicino
Il Codice Pelavicino - Liber iurium della Chiesa Lunense, è un grosso volume in cartapecora risalente al 1241, di proprietà del Capitolo della Cattedrale di Luni-Sarzana e gelosamente conservato presso l'Archivio dello stesso Capitolo, collocato nella sede della Biblioteca Niccolò V di Sarzana (v. Cattedrale di Sarzana).
Il codice deve il suo nome al marchese Oberto Pelavicino (1197? - 1269), vicario generale per la Lunigiana dell'imperatore Federico II di Svevia. Il Pelavicino cercò di raccogliere i privilegi concessi da imperatori e papi, ma dopo pochi anni dovette allontanarsi dal suo incarico e quindi abbandonare la sua ricerca.
Enrico da Fucecchio (... - 1297), nominato Vescovo di Luni nel 1273, a sua volta cercò di raccogliere i diritti e i privilegi concessi nel tempo alla diocesi di Luni, per farli valere nei contenziosi con i Comuni vicini e i feudatari, e li fece aggiungere al Codice Pelavicino.

## Storia moderna
Il Codice Pelavicino in edizione digitale, a cura di E. Salvatori, E. Riccardini, L. Balletto, R. Rosselli del Turco, C. Alzetta, C. Di Pietro, C. Mannari, R. Masotti, A. Miaschi dall'Università di Pisa si trova al sito http://pelavicino.labcd.unipi.it/.
Il progetto Codice Pelavicino Digitale nasce nel 2014 su iniziativa di Enrica Salvatori, già da tempo membro di un gruppo ricerca dedicato all'edizione critica del Codice Pelavicino e ora responsabile scientifico del progetto e di una corposa équipe.
L'edizione digitale del Codice Pelavicino è un “lavoro in corso”, nel senso che documenti, dati e note sono aggiunti mano a mano che procede la trascrizione e la pubblicazione. Una parte rilevante del progetto prevede infatti la partecipazione attiva di studiosi e appassionati nel correggere interpretazioni e aggiungere dati alle note. Si raccomanda quindi, nel citare il singolo documento o la singola pagina di questo sito, di indicare anche la data di consultazione (come raccomandato in calce).
Il progetto si prevede terminato per la fine del 2018: dopo quella data l'edizione si intenderà chiusa e ulteriori modifiche saranno indicate solo nella sezione blog del sito.